# تپه اطراف شهر سوخته ۳۱۸
تپه اطراف شهر سوخته شماره ۳۱۸ مربوط به هزاهر سوم قبل از میلاد است و در شهرستان زابل، بخش شیب آب، دهستان لوتک، روستای حومه شهر سوخته، ۲۱/۹ کیلومتری جنوب غربی پایگاه باستان‌شناسی شهر سوخته واقع شده و این اثر در تاریخ ۲۳ بهمن ۱۳۸۵ با شمارهٔ ثبت ۱۷۲۷۹ به‌عنوان یکی از آثار ملی ایران به ثبت رسیده است.